# Acantilado De Urquiza
Das Acantilado De Urquiza ist ein Kliff an der Oskar-II.-Küste des Grahamlands auf der Antarktischen Halbinsel. Es ragt an der Nordwestflanke des Scheaffino-Nunataks auf der Jason-Halbinsel auf.
Argentinische Wissenschaftler benannten es. Der weitere Benennungshintergrund ist nicht überliefert. Möglicher Namensgeber ist Justo José de Urquiza (1801–1870), dritter Präsident Argentiniens von 1854 bis 1860.